# Jean-Charles Giorgi
Pas d'image ? Cliquez ici

a Compétitions nationales et continentales officielles uniquement.

b Matchs officiels uniquement.
Jean-Charles Giorgi, né le 25 janvier 1970 aux Sables d'Olonne, est un joueur de rugby à XIII dans les années 1980, 1990 et 2000. Il occupe le poste de centre ou de troisième ligne.
Formé au club du Pontet, club phare du Championnat de France des années 1980, il dispute avec ce dernier la finale de la Coupe de France en 1989, et le club atteint la finale du Championnat de France en 1989. Après le retrait du club du rugby à XIII, Giorgi part, encore junior, jouer à Toulouse où il reste un an avant de revenir jouer dans le Vaucluse à Avignon pendant deux ans. Recruté par le club de Cannes   en 1993 au poste de centre, l'équipe gagne le championnat de France en surclassant Toulouse en finale. Giorgi part jouer en Australie en 1994 et 1995. A son retour début 96, il fait une pige d'une dizaine de match avec le club parisien du Stade Français. Il met un terme à sa carrière de joueur à l'age de 26 ans. 
Il entre à 29 ans chez Décathlon puis quitte en 2018 l'entreprise après avoir dirigé les équipes de conception du marché trail-running. Il se lance dans l'entreprenariat en 2019 en créant OGARUN, une marque de vêtements outdoor en laine mérinos fabriqués en France. 
Fort de ses performances en club, il est sélectionné à trois reprises en 1994 en équipe de France à l'occasion de la tournée de 1994 affrontant la Papouasie-Nouvelle-Guinée, l'Australie et les Fidji.

## Vie privée
Père de trois enfants, Lola, Manon et Marceau, il est marié à Anne-Sophie, experte en vins naturels. 

## Palmarès
- Collectif :
  - Vainqueur du Championnat de France de 2e division : 1993 (Cannes), 2002 (Lyon-Villeurbanne).
  - Finaliste du Championnat de France : 1989 (Le Pontet).
  - Finaliste de la Coupe de France : 1989 (Le Pontet).

### Détails en sélection
| 1. | 26 juin 1994   | Papouasie-Nouvelle-Guinée | 22-29 | Tournée | Remplaçant | - | - | - | - |
| 2. | 6 juillet 1994 | Australie                 | 0-58  | Tournée | Remplaçant | - | - | - | - |
| 3. | 9 juillet 1994 | Fidji                     | 12-20 | Tournée | Remplaçant | - | - | - | - |